# Morava (Kočevje, Slovenija)
Morava je naselje u slovenskoj Općini Kočevju. Morava se nalazi u pokrajini Dolenjskoj i statističkoj regiji Jugoistočnoj Sloveniji. 

## Stanovništvo
Prema popisu stanovništva iz 2002. godine naselje je imalo 109 stanovnika.